# Ghiacciaio Seafarer
Il ghiacciaio Seafarer è un ghiacciaio lungo circa 25 km situato nella parte nord-occidentale della Dipendenza di Ross, nell'Antartide orientale. Il ghiacciaio, il cui punto più alto si trova a circa 1800 m s.l.m., si trova nell'entroterra della costa di Borchgrevink, nella parte sud-occidentale dei monti della Vittoria, dove fluisce verso sud a partire dal versante meridionale del nevaio Webb e scorrendo fino a unire il proprio flusso, a cui nel frattempo si sono uniti quelli dei ghiacciai Wilhelm e Olson, a quello del ghiacciaio Mariner.

## Storia
Il ghiacciaio Seafarer è stato così battezzato dai membri della spedizione neozelandese di ricognizione geologica antartica svolta nel 1966-67, in associazione con il vicino ghiacciaio Mariner, infatti mentre "mariner" in inglese significa "marinaio", "seafarer" significa "navigatore".